# Éliminatoires de la Coupe d'Afrique des nations de football 1996
 (janvier 2024).
Si vous disposez d'ouvrages ou d'articles de référence ou si vous connaissez des sites web de qualité traitant du thème abordé ici, merci de compléter l'article en donnant les références utiles à sa vérifiabilité et en les liant à la section « Notes et références ».
Cet article présente les qualification à la Coupe d'Afrique des nations de football 1996.

## Participants
Un total de 44 équipes se sont inscrites pour participer à la Coupe d'Afrique des nations de football 1996, qui devait se tenir à l'origine au Kenya. Le champion en titre (le Nigeria) et le pays-hôte sont qualifiés d'office pour la phase finale. Les 42 équipes restantes ont été réparties en sept groupes de six. Les deux premiers de chaque groupe se qualifient pour le tournoi qui a été élargi de huit à seize équipes.
Cependant, le Kenya ne parviendra pas à organiser le tournoi, ce qui lui vaudra d'en être exclu par la Confédération africaine de football, le comité de la CAF a désigné l'Afrique du Sud pour le remplacer. L'Afrique du Sud obtient ainsi d'office sa qualification pour la phase finale, malgré le fait que l'équipe ait déjà commencé les éliminatoires.
En outre, onze équipes déclareront forfait à un moment ou un autre de la phase qualificative. La Guinée déclarera aussi forfait lors de la phase finale qui se tiendra finalement à quinze équipes.

## Tirage au Sort
Le tirage au sort des éliminatoires a été effectué le samedi 9 avril 1994 à Tunis, avant la finale de la CAN 1994  entre le Nigeria et la Zambie.

## Qualifications CAN  1996

### Groupe 1
| R  | Equipes  | J                      | G                      | N                      | P                      | Buts                   | Diff.                  | Pts                    |
| -- | -------- | ---------------------- | ---------------------- | ---------------------- | ---------------------- | ---------------------- | ---------------------- | ---------------------- |
| 1. | Zaïre    | 6                      | 3                      | 1                      | 2                      | 10:5                   | +5                     | 7                      |
| 2. | Cameroun | 6                      | 3                      | 1                      | 2                      | 7:7                    | 0                      | 7                      |
| 3. | Malawi   | 6                      | 1                      | 3                      | 2                      | 6:7                    | -1                     | 5                      |
| 4. | Zimbabwe | 6                      | 2                      | 1                      | 3                      | 8:12                   | -4                     | 5                      |
|    | Lesotho  | Forfait après 6 matchs | Forfait après 6 matchs | Forfait après 6 matchs | Forfait après 6 matchs | Forfait après 6 matchs | Forfait après 6 matchs | Forfait après 6 matchs |
|    | Eswatini | Forfait sans jouer     | Forfait sans jouer     | Forfait sans jouer     | Forfait sans jouer     | Forfait sans jouer     | Forfait sans jouer     | Forfait sans jouer     |

| 04.09.1994 | Kinshasa | Zaïre    | – | Malawi   | 1:1 |
| 04.09.1994 | Harare   | Zimbabwe | – | Lesotho  | 5:0 |
| 15.10.1994 | Blantyre | Malawi   | – | Zimbabwe | 3:1 |
| 16.10.1994 | Douala   | Cameroun | – | Zaïre    | 1:0 |
| 13.11.1994 | Maseru   | Lesotho  | – | Cameroun | 2:0 |
| 13.11.1994 | Harare   | Zimbabwe | – | Zaïre    | 2:1 |
| 08.01.1995 | Yaoundé  | Cameroun | – | Malawi   | 0:0 |
| 08.01.1995 | Kinshasa | Zaïre    | – | Lesotho  | 3:0 |
| 22.01.1995 | Maseru   | Lesotho  | – | Malawi   | 0:2 |
| 22.01.1995 | Harare   | Zimbabwe | – | Cameroun | 4:1 |
| 09.04.1995 | Lilongwe | Malawi   | – | Zaïre    | 0:1 |
| 09.04.1995 | Maseru   | Lesotho  | – | Zimbabwe | 0:2 |
| 23.04.1995 | Kinshasa | Zaïre    | – | Cameroun | 2:1 |
| 23.04.1995 | Harare   | Zimbabwe | – | Malawi   | 1:1 |
| 04.06.1995 | Yaoundé  | Cameroun | – | Lesotho  | 4:1 |
| 04.06.1995 | Kinshasa | Zaïre    | – | Zimbabwe | 5:0 |
| 16.07.1995 | Blantyre | Malawi   | – | Cameroun | 1:3 |
| 30.07.1995 | Yaoundé  | Cameroun | – | Zimbabwe | 1:0 |

### Groupe 2
| R  | Equipes       | J                      | G                      | N                      | P                      | Buts                   | Diff.                  | Pts                    |
| -- | ------------- | ---------------------- | ---------------------- | ---------------------- | ---------------------- | ---------------------- | ---------------------- | ---------------------- |
| 1. | Tunisie       | 8                      | 3                      | 4                      | 1                      | 7:2                    | +5                     | 10                     |
| 2. | Liberia       | 8                      | 3                      | 4                      | 1                      | 6:5                    | +1                     | 10                     |
| 3. | Sénégal       | 8                      | 3                      | 3                      | 2                      | 10:8                   | +2                     | 9                      |
| 4. | Mauritanie    | 8                      | 1                      | 4                      | 3                      | 3:6                    | -3                     | 6                      |
| 5. | Togo          | 8                      | 1                      | 3                      | 4                      | 5:10                   | -5                     | 5                      |
|    | Guinée-Bissau | Forfait après 3 matchs | Forfait après 3 matchs | Forfait après 3 matchs | Forfait après 3 matchs | Forfait après 3 matchs | Forfait après 3 matchs | Forfait après 3 matchs |

| 03.09.1994 | Dakar      | Sénégal       | – | Mauritanie    | 0:0 | [ 2 ] |
| 04.09.1994 | Bissau     | Guinée-Bissau | – | Tunisie       | 1:3 |       |
| 04.09.1994 | Monrovia   | Liberia       | – | Togo          | 1:0 |       |
| 14.10.1994 | Nouakchott | Mauritanie    | – | Guinée-Bissau | 1:1 |       |
| 16.10.1994 | Lomé       | Togo          | – | Sénégal       | 2:0 |       |
| 11.11.1994 | Nouakchott | Mauritanie    | – | Liberia       | 1:1 |       |
| 13.11.1994 | Tunis      | Tunisie       | – | Togo          | 1:1 |       |
| 13.11.1994 | Bissau     | Guinée-Bissau | – | Sénégal       | 1:4 |       |
| 07.01.1995 | Ziguinchor | Sénégal       | – | Tunisie       | 0:0 |       |
| 08.01.1995 | Lomé       | Togo          | – | Mauritanie    | 0:0 |       |
| 22.01.1995 | Monrovia   | Liberia       | – | Sénégal       | 1:1 |       |
| 29.01.1995 | Tunis      | Tunisie       | – | Mauritanie    | 1:0 |       |
| 10.02.1995 | Tunis      | Tunisie       | – | Liberia       | 0:0 |       |
| 07.04.1995 | Nouakchott | Mauritanie    | – | Sénégal       | 0:1 |       |
| 09.04.1995 | Lomé       | Togo          | – | Liberia       | 0:0 |       |
| 22.04.1995 | Dakar      | Sénégal       | – | Togo          | 5:1 |       |
| 23.04.1995 | Monrovia   | Liberia       | – | Tunisie       | 1:0 |       |
| 04.06.1995 | Monrovia   | Liberia       | – | Mauritanie    | 2:0 |       |
| 04.06.1995 | Lomé       | Togo          | – | Tunisie       | 0:1 |       |
| 14.07.1995 | Nouakchott | Mauritanie    | – | Togo          | 2:1 |       |
| 15.07.1995 | Tunis      | Tunisie       | – | Sénégal       | 4:0 |       |
| 30.07.1995 | Nouakchott | Mauritanie    | – | Tunisie       | 0:0 |       |
| 30.07.1995 | Dakar      | Sénégal       | – | Liberia       | 3:0 |       |

### Groupe 3
| R  | Equipes      | J                      | G                      | N                      | P                      | Buts                   | Diff.                  | Pts                    |
| -- | ------------ | ---------------------- | ---------------------- | ---------------------- | ---------------------- | ---------------------- | ---------------------- | ---------------------- |
| 1. | Ghana        | 4                      | 3                      | 0                      | 1                      | 9:3                    | +6                     | 6                      |
| 2. | Sierra Leone | 4                      | 3                      | 0                      | 1                      | 7:6                    | +1                     | 6                      |
| 3. | Congo        | 4                      | 0                      | 0                      | 4                      | 3:10                   | -7                     | 0                      |
|    | Gambie       | Forfait après 5 matchs | Forfait après 5 matchs | Forfait après 5 matchs | Forfait après 5 matchs | Forfait après 5 matchs | Forfait après 5 matchs | Forfait après 5 matchs |
|    | Niger        | Forfait après 5 matchs | Forfait après 5 matchs | Forfait après 5 matchs | Forfait après 5 matchs | Forfait après 5 matchs | Forfait après 5 matchs | Forfait après 5 matchs |
|    | Centrafrique | Forfait sans jouer     | Forfait sans jouer     | Forfait sans jouer     | Forfait sans jouer     | Forfait sans jouer     | Forfait sans jouer     | Forfait sans jouer     |

| 04.09.1994 | Pointe Noire | Congo        | – | Gambie       | 1:1 |
| 04.09.1994 | Accra        | Ghana        | – | Sierra Leone | 4:1 |
| 16.10.1994 | Niamey       | Niger        | – | Ghana        | 1:5 |
| 16.10.1994 | Freetown     | Sierra Leone | – | Congo        | 3:2 |
| 12.11.1994 | Banjul       | Gambie       | – | Ghana        | 1:2 |
| 13.11.1994 | Niamey       | Niger        | – | Sierra Leone | 4:2 |
| 07.01.1994 | Freetown     | Sierra Leone | – | Gambie       | 2:0 |
| 08.01.1995 | Brazzaville  | Congo        | – | Niger        | 3:1 |
| 22.01.1995 | Accra        | Ghana        | – | Congo        | 3:1 |
| 22.01.1995 | Niamey       | Niger        | – | Gambie       | 1:1 |
| 08.04.1995 | Freetown     | Sierra Leone | – | Ghana        | 1:0 |
| 09.04.1995 | Banjul       | Gambie       | – | Congo        | 1:1 |
| 22.04.1995 | Brazzaville  | Congo        | – | Sierra Leone | 0:2 |
| 23.04.1995 | Accra        | Ghana        | – | Niger        | 1:0 |
| 03.06.1995 | Freetown     | Sierra Leone | – | Niger        | 5:1 |
| 30.07.1995 | Brazzaville  | Congo        | – | Ghana        | 0:2 |

### Groupe 4
| Rang | Équipe   | Pts | J  | G  | N | P | Bp | Bc | Diff |  | Résultats (▼ dom., ► ext.) |     |      |     |     |     |     |
| ---- | -------- | --- | -- | -- | - | - | -- | -- | ---- |  | -------------------------- | --- | ---- | --- | --- | --- | --- |
| 1    | Égypte   | 15  | 10 | 6  | 3 | 1 | 24 | 5  | +19  |  | Égypte                     |     | 1-1  | 6-0 | 5-1 | 3-1 | 5-0 |
| 2    | Algérie  | 13  | 10 | 4* | 5 | 1 | 12 | 7  | +5   |  | Algérie                    | 1-0 |      | 1-1 | 2-1 | 1-1 | 2-0 |
| 3    | Ouganda  | 10  | 10 | 3  | 4 | 3 | 11 | 16 | -5   |  | Ouganda                    | 0-0 | 1-1  |     | 2-0 | 2-0 | 4-1 |
| 4    | Tanzanie | 8   | 10 | 4  | 0 | 6 | 14 | 15 | -1   |  | Tanzanie                   | 1-2 | 2-1  | 4-0 |     | 2-0 | 2-0 |
| 5    | Soudan   | 8   | 10 | 3* | 2 | 5 | 10 | 14 | -4   |  | Soudan                     | 0-0 | 0-2* | 3-1 | 2-1 |     | 3-0 |
| 6    | Éthiopie | 6   | 10 | 2  | 2 | 6 | 4  | 18 | -14  |  | Éthiopie                   | 0-2 | 0-0  | 0-0 | 1-0 | 2-0 |     |

### Groupe 5
| Rang | Équipe         | Pts     | J          | G       | N       | P       | Bp      | Bc      | Diff    |  | Résultats (▼ dom., ► ext.) |     |     |     |  |     |
| ---- | -------------- | ------- | ---------- | ------- | ------- | ------- | ------- | ------- | ------- |  | -------------------------- | --- | --- | --- |  | --- |
| 1    | Gabon          | 6       | 4          | 3       | 0       | 1       | 8       | 2       | +6      |  | Gabon                      |     | 2-1 | 3-0 |  |     |
| 2    | Zambie         | 6       | 4          | 3       | 0       | 1       | 7       | 2       | +5      |  | Zambie                     | 1-0 |     | 2-0 |  | 1-1 |
| 3    | Maurice        | 0       | 4          | 0       | 0       | 4       | 0       | 11      | -11     |  | Maurice                    | 0-3 | 0-3 |     |  |     |
|      | Madagascar     |         | 1, forfait | 0       | 0       | 1       | 0       | 1       | -1      |  | Madagascar                 |     |     |     |  | 0-1 |
| Q.   | Afrique du Sud | Q.      | 3, exempté | 2       | 1       | 0       | 3       | 1       | +2      |  | Afrique du Sud             |     |     | 1-0 |  |     |
| '    | Seychelles     | Forfait | Forfait    | Forfait | Forfait | Forfait | Forfait | Forfait | Forfait |  |                            |     |     |     |  |     |

- Alors que les éliminatoires ont débuté, l'Afrique du Sud est désignée comme pays-hôte du tournoi à la suite du désistement du Kenya . Elle obtient de la sorte sa qualification automatique pour la phase finale et est dispensée de poursuivre la phase qualificative (les résultats des matchs déjà joués sont ignorés).
- Le Madagascar déclare forfait après une première rencontre, perdue en Afrique du Sud.

### Groupe 6
| R  | Team       | J  | G | N | P | Buts  | Diff. | Pts |
| -- | ---------- | -- | - | - | - | ----- | ----- | --- |
| 1. | Angola     | 10 | 7 | 0 | 3 | 17:8  | +9    | 14  |
| 2. | Mozambique | 10 | 6 | 2 | 2 | 16:8  | +8    | 14  |
| 3. | Guinée     | 10 | 5 | 2 | 3 | 17:9  | +8    | 12  |
| 4. | Mali       | 10 | 5 | 1 | 4 | 15:10 | +5    | 11  |
| 5. | Namibie    | 10 | 1 | 5 | 4 | 8:16  | -8    | 7   |
| 6. | Botswana   | 10 | 0 | 2 | 8 | 5:27  | -22   | 2   |

| 04.09.1994 | Luanda   | Angola     | – | Namibie    | 2:0 |
| 04.09.1994 | Gaborone | Botswana   | – | Guinée     | 0:1 |
| 04.09.1994 | Bamako   | Mali       | – | Mozambique | 2:1 |
| 15.10.1994 | Windhoek | Namibie    | – | Mali       | 2:1 |
| 16.10.1994 | Conakry  | Guinée     | – | Angola     | 3:1 |
| 16.10.1994 | Maputo   | Mozambique | – | Botswana   | 3:1 |
| 30.10.1994 | Bamako   | Mali       | – | Guinée     | 2:0 |
| 13.11.1994 | Bamako   | Mali       | – | Angola     | 0:0 |
| 13.11.1994 | Maputo   | Mozambique | – | Guinée     | 2:1 |
| 13.11.1994 | Windhoek | Namibie    | – | Botswana   | 1:1 |
| 07.01.1995 | Gaborone | Botswana   | – | Mali       | 1:3 |
| 08.01.1995 | Luanda   | Angola     | – | Mozambique | 1:0 |
| 08.01.1995 | Conakry  | Guinée     | – | Namibie    | 3:0 |
| 22.01.1995 | Gaborone | Botswana   | – | Angola     | 1:2 |
| 22.01.1995 | Maputo   | Mozambique | – | Namibie    | 4:2 |
| 09.04.1995 | Windhoek | Namibie    | – | Angola     | 2:2 |
| 09.04.1995 | Conakry  | Guinée     | – | Botswana   | 5:0 |
| 09.04.1995 | Maputo   | Mozambique | – | Mali       | 1:0 |
| 23.04.1995 | Luanda   | Angola     | – | Guinée     | 3:0 |
| 23.04.1995 | Gaborone | Botswana   | – | Mozambique | 0:3 |
| 23.04.1995 | Bamako   | Mali       | – | Namibie    | 2:0 |
| 04.06.1995 | Luanda   | Angola     | – | Mali       | 1:0 |
| 04.06.1995 | Gaborone | Botswana   | – | Namibie    | 1:1 |
| 04.06.1995 | Conakry  | Guinée     | – | Mozambique | 0:0 |
| 16.07.1995 | Bamako   | Mali       | – | Botswana   | 4:0 |
| 16.07.1995 | Maputo   | Mozambique | – | Angola     | 2:1 |
| 16.07.1995 | Windhoek | Namibie    | – | Guinée     | 0:0 |
| 30.07.1995 | Luanda   | Angola     | – | Botswana   | 4:0 |
| 30.07.1995 | Conakry  | Guinée     | – | Mali       | 4:1 |
| 30.07.1995 | Windhoek | Namibie    | – | Mozambique | 0:0 |

### Groupe 7
| Rang | Équipe             | Pts     | J       | G       | N       | P       | Bp      | Bc      | Diff    |  | Résultats (▼ dom., ► ext.) |     |     |     |
| ---- | ------------------ | ------- | ------- | ------- | ------- | ------- | ------- | ------- | ------- |  | -------------------------- | --- | --- | --- |
| 1    | Burkina Faso       | 5       | 4       | 1       | 3       | 0       | 5       | 4       | +1      |  | Burkina Faso               |     | 1-1 | 2-1 |
| 2    | Côte d'Ivoire      | 4       | 4       | 1       | 2       | 1       | 5       | 4       | +1      |  | Côte d'Ivoire              | 2-2 |     | 2-0 |
| 3    | Maroc              | 3       | 4       | 1       | 1       | 2       | 2       | 4       | -2      |  | Maroc                      | 0-0 | 1-0 |     |
| '    | Bénin              | Forfait | Forfait | Forfait | Forfait | Forfait | Forfait | Forfait | Forfait |  |                            |     |     |     |
| '    | Cap-Vert           | Forfait | Forfait | Forfait | Forfait | Forfait | Forfait | Forfait | Forfait |  |                            |     |     |     |
| '    | Guinée équatoriale | Forfait | Forfait | Forfait | Forfait | Forfait | Forfait | Forfait | Forfait |  |                            |     |     |     |